# Санта Тецла-Кастелпагано (Салерно)
Санта Тецла-Кастелпагано (итал. Santa Tecla-Castelpagano) је насеље у Италији у округу Салерно, региону Кампанија.
Према процени из 2011. у насељу је живело 1473 становника. Насеље се налази на надморској висини од 306 м.